# Eupatagus rubellus
Eupatagus rubellus is een zee-egel uit de familie Eupatagidae.
De wetenschappelijke naam van de soort werd in 1948 gepubliceerd door Theodor Mortensen.